# Heavy Metal Thunder - Live: Eagles Over Wacken
Heavy Metal Thunder - Live: Eagles Over Wacken es un álbum en vivo de la banda británica de heavy metal Saxon, publicado el 20 de abril de 2012 para Europa y el 22 de mayo para los Estados Unidos.
El trabajo se publicó en distintos formatos; la edición original consistió en un DVD junto a dos CD. El DVD contiene treinta canciones, tomadas en vivo en las presentaciones de la banda en el festival Wacken Open Air en sus versiones 2004, 2007 y 2009. Mientras que los dos discos compactos fueron grabados durante una presentación en la ciudad de Glasgow, el 14 de abril de 2011, durante la gira promocional del álbum Call to Arms.
A continuación los formatos, en los que fue publicado el trabajo:
- 2CD + DVD (UDR 0100)
- DVD - W.O.A. 04'-07'-09' (UDR 0101)
- 2CD - W.O.A. 09' (UDR 0102)
- 3LP Vinilo - W.O.A. 09' (UDR 103)
- Formato digital

## Lista de canciones
| DVD Wacken 04'-07'-09' |                                    |          |  |
| N.º                    | Título                             | Duración |  |
| 1.                     | «Batallions of Steel»              | 6:17     |  |
| 2.                     | «Heavy Metal Thunder»              |          |  |
| 3.                     | «Metalhead»                        |          |  |
| 4.                     | «Let Me Feel Your Power»           |          |  |
| 5.                     | «To Hell and Back Again»           |          |  |
| 6.                     | «If I Was You»                     |          |  |
| 7.                     | «Killing Ground»                   |          |  |
| 8.                     | «Unleash the Beast»                |          |  |
| 9.                     | «Dogs of War»                      |          |  |
| 10.                    | «Rock 'n' Roll Gypsy»              |          |  |
| 11.                    | «Travellers in Time»               |          |  |
| 12.                    | «The Eagle Has Landed»             |          |  |
| 13.                    | «747 (Strangers in the Night)»     |          |  |
| 14.                    | «Dallas 1 P.M.»                    |          |  |
| 15.                    | «Witchfinder»                      |          |  |
| 16.                    | «Solid Ball of Rock»               |          |  |
| 17.                    | «20.000 Ft»                        |          |  |
| 18.                    | «Red Star Falling»                 |          |  |
| 19.                    | «Rock the Nations»                 |          |  |
| 20.                    | «Power and the Glory»              |          |  |
| 21.                    | «Stallions of the Highway»         |          |  |
| 22.                    | «Live to Rock»                     |          |  |
| 23.                    | «And the Bands Played On»          |          |  |
| 24.                    | «Princess of the Night»            |          |  |
| 25.                    | «I've Got to Rock (To Stay Alive)» |          |  |
| 26.                    | «Attila the Hun»                   |          |  |
| 27.                    | «Denim and Leather»                |          |  |
| 28.                    | «Ashes to Ashes»                   |          |  |
| 29.                    | «Crusader»                         |          |  |
| 30.                    | «Wheels of Steel»                  |          |  |

| CD 1 - Glasgow 2011 |                                       |          |  |
| N.º                 | Título                                | Duración |  |
| 1.                  | «Hybrid (Intro)»                      | 3:22     |  |
| 2.                  | «Hammer of the Gods»                  | 4:40     |  |
| 3.                  | «Heavy Metal Thunder»                 | 3:08     |  |
| 4.                  | «Back in 79»                          | 3:27     |  |
| 5.                  | «Never Surrender»                     | 3:47     |  |
| 6.                  | «I've Got to Rock (To Stay Alive)»    | 4:57     |  |
| 7.                  | «Dallas 1 P.M.»                       | 6:22     |  |
| 8.                  | «Call to Arms»                        | 4:27     |  |
| 9.                  | «Solid Ball of Rock»                  | 6:07     |  |
| 10.                 | «Demon Sweeney Tod»                   | 4:29     |  |
| 11.                 | «And the Bands Played On»             | 3:26     |  |
| 12.                 | «Man and Machine»                     | 3:40     |  |
| 13.                 | «Play It Loud»                        | 3:27     |  |
| 14.                 | «When Doomsday Comes (Hybrid Theory)» | 4:27     |  |
| 15.                 | «To Hell and Back Again»              | 4:05     |  |

| CD 2 - Glasgow 2011 |                                |          |  |
| N.º                 | Título                         | Duración |  |
| 1.                  | «Motorcycle Man»               | 4:23     |  |
| 2.                  | «Denim and Leather»            | 5:21     |  |
| 3.                  | «Princess of the Night»        | 6:31     |  |
| 4.                  | «Crusader»                     | 5:43     |  |
| 5.                  | «747 (Strangers in the Night)» | 5:21     |  |
| 6.                  | «The Eagle Has Landed»         | 7:36     |  |
| 7.                  | «20.000 Ft»                    | 3:45     |  |
| 8.                  | «Strong Arm of the Law»        | 5:47     |  |
| 9.                  | «Wheels of Steel»              | 11:31    |  |

## Miembros
- Biff Byford: voz
- Paul Quinn: guitarra eléctrica
- Doug Scarratt: guitarra eléctrica
- Nibbs Carter: bajo
- Nigel Glockler: batería